# Moliceiro

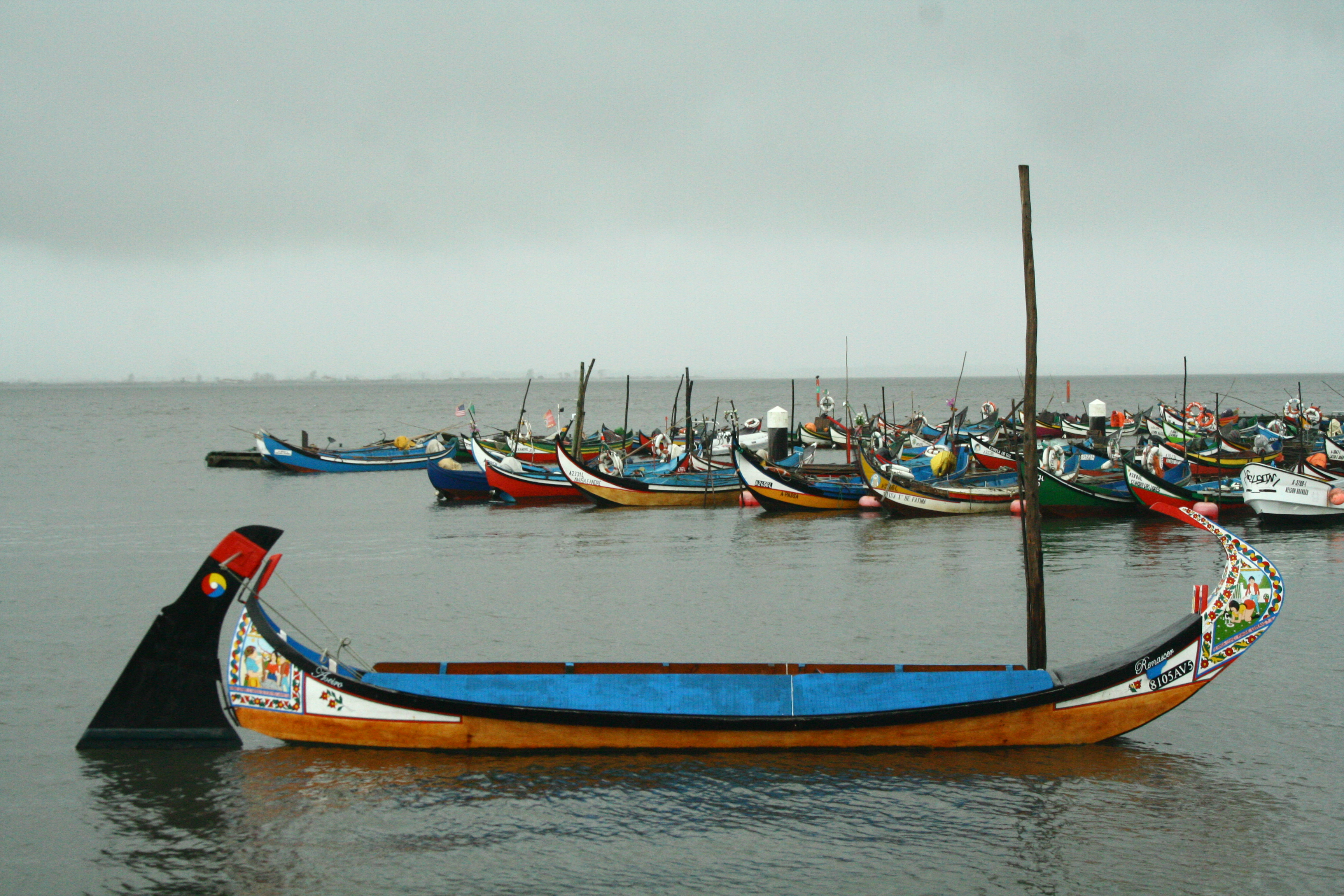
Moliceiros in Torreira

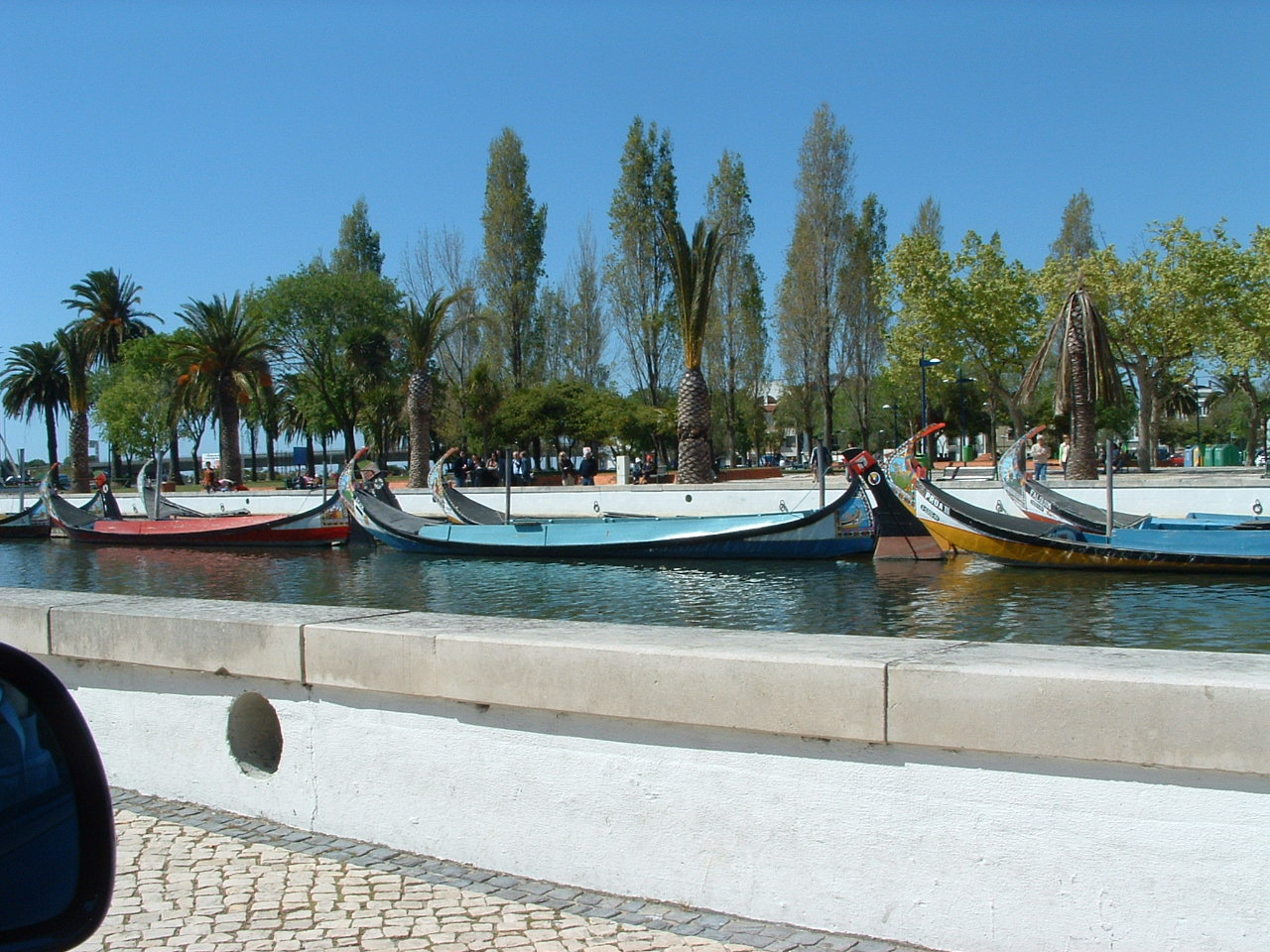
Moliceiros in Aveiro

Ein Moliceiro ist ein portugiesischer Bootstyp mit flachem Boden.
Der Bootstyp ist nach dem portugiesischen Wort moliço benannt, das für die Verwendung in der Landwirtschaft geerntete Wasserpflanzen beschreibt. Der Bootstyp wurde in Meeresbuchten und Lagunen der portugiesischen Küste, zum Beispiel in den Gebieten um Porto und Aveiro verwendet, um Seegras und Seetang zu sammeln, das als Dünger auf die Felder ausgebracht wurde. Er fand aber auch in der Fischerei Verwendung.
Die typischen Moliceiros sind etwa 7,5 Meter lang, 1,8 Meter breit und haben einen Tiefgang von etwa 0,6 Metern. Größere Moliceiros können auch etwas länger als 15 Meter sein und rund 5 t Ladung tragen. Die Moliceiros haben einen Mast mit einem Sprietsegel. Sie haben keinen Kiel, aber einen hohen Bug in Form eines Schwanenhalses. Der hoch aufragende Steven am Bug ist bunt bemalt. Die Besatzung besteht in der Regel aus zwei Männern, die  durch Staken mit vier bis sechs Meter langen Stangen für den Vorschub sorgen, wenn kein Wind geht oder Seegras geerntet wird.
Moliceiros wurden nicht nur zum Sammeln von Wasserpflanzen eingesetzt, sondern auch für den Transport von (Wein-)Fässern und landwirtschaftlichen Produkten. Moliceiros fahren hauptsächlich auf den Flüssen Tagus und Douro, aber auch auf anderen portugiesischen Flüssen und Kanälen.